# Bangkok Airways
Bangkok Airways (thailändisch บางกอกแอร์เวยส์) ist eine thailändische Fluggesellschaft mit Sitz in Bangkok und Basis auf dem Flughafen Bangkok-Suvarnabhumi. Sie ist außerdem Betreiberin der Flughäfen Ko Samui, Sukhothai und Trat.

## Geschichte

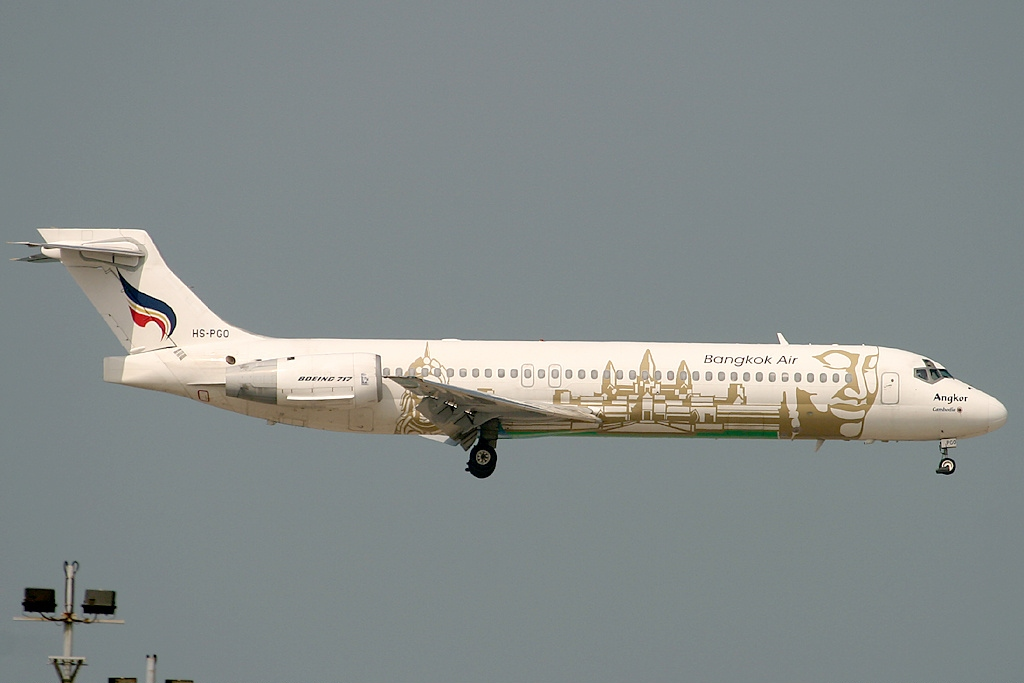
Boeing 717-200 der Bangkok Airways im Jahr 2005

Die Geschichte der Fluggesellschaft lässt sich bis ins Jahr 1968 zurückverfolgen, als sie unter dem Namen Sahakol Air als Lufttaxiunternehmen unter dem Vertrag des US-amerikanischen Bauunternehmens OICC gegründet wurde. Erste Linienflüge führte die Airline 1986 durch und benannte sich dann 1989 in Bangkok Airways um. 
Im April desselben Jahres eröffnete Bangkok Airways ihren eigenen Flughafen auf Ko Samui, von dem aus sie direkte Flüge nach Phuket, Hongkong, Bangkok-Suvarnabhumi und Singapur anbietet. Im Jahr 1996 eröffnete sie ihren zweiten Flughafen, Sukhothai. Im März 2003 wurde der dritte eigene Flughafen für den Verkehr freigegeben, der Flughafen Trat nahe der Insel Ko Chang. 
Im Jahr 2000 übernahm die Fluggesellschaft mit der Boeing 717-200 ihren ersten Jet in die Flotte. Bis dahin wurden nur Turbopropflugzeuge, vor allem die ATR 72 eingesetzt. Im selben Jahr nahm auch die kambodschanische Tochtergesellschaft der Bangkok Airways, Siem Reap Airways, ihren Betrieb auf. Prinzipiell galt, dass die Flugzeuge von Siem Reap Airways und Bangkok Airways mit den Logos der beiden Airlines versehen sind. So konnte man also die Maschinen der Bangkok Airways auch mit dem Logo von Siem Reap Airways sehen. 2008 stellte die Tochtergesellschaft ihren Flugbetrieb ein.
Seit 2004 ergänzen zusätzlich Flugzeuge vom Typ Airbus A320-200 die Flotte, die 717 wurden zwischenzeitlich ausgemustert. Im Januar 2006 wurde auch eine Bestellung über sechs Langstreckenflugzeuge vom Typ Airbus A350-800 bekannt. Sie sollten auf neuen Verbindungen von Thailand nach Europa eingesetzt werden. Diese Bestellung wurde dann aber im September 2011 storniert.

## Flugziele
Bangkok Airways verbindet Ziele innerhalb Thailands und fliegt darüber hinaus auch weitere Ziele in Südostasien an.
Codesharing
Codeshare-Abkommen bestehen mit Cathay Pacific, China Airlines, Etihad Airways, Garuda Indonesia, Japan Airlines, Lufthansa, Malaysia Airlines, Singapore Airlines, Swiss und Qantas Airways.

## Flotte

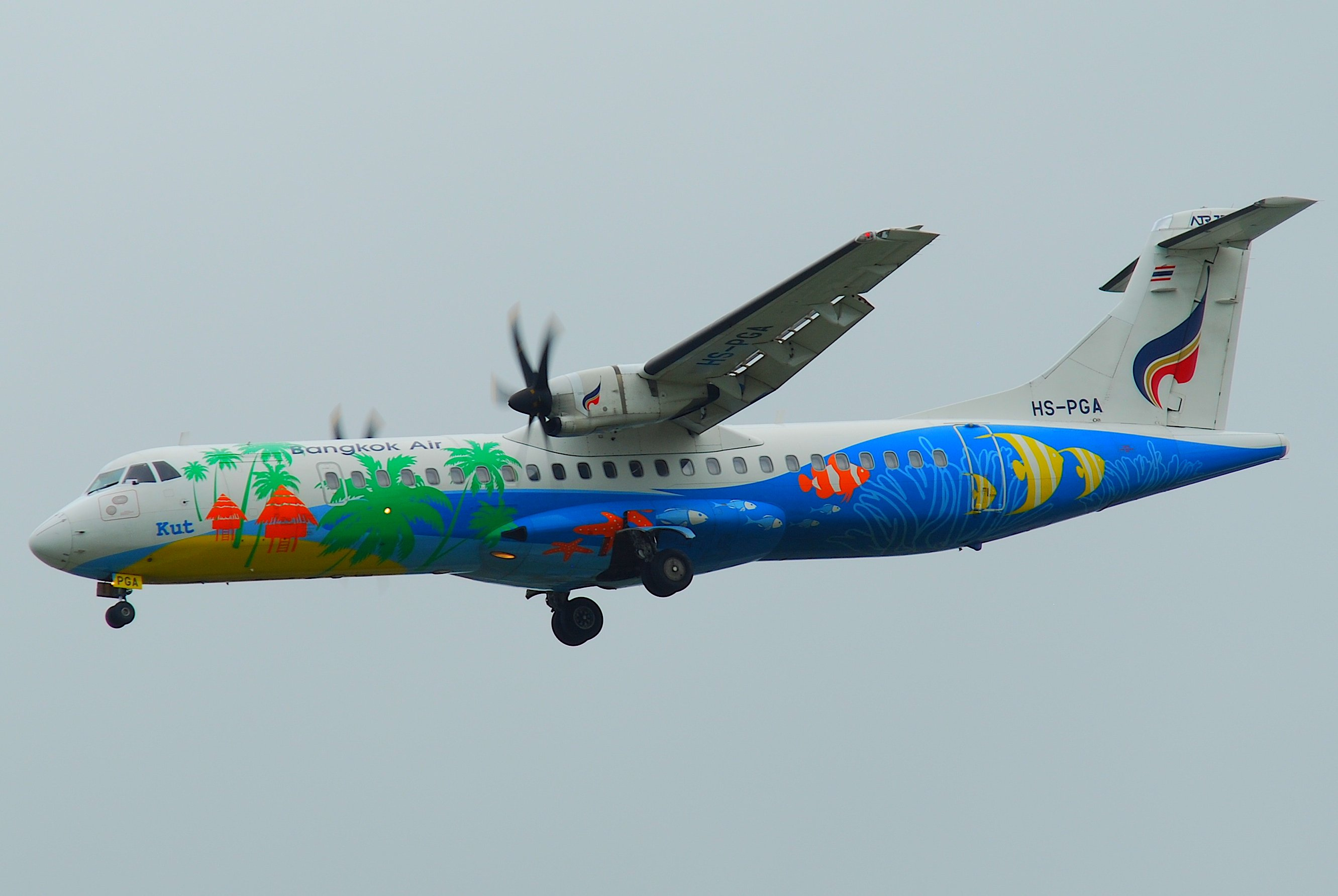
ATR 72-500 der Bangkok Airways

Mit Stand Dezember 2023 besteht die Flotte der Bangkok Airways aus 24 Flugzeugen mit einem Durchschnittsalter von 13,1 Jahren:
| Flugzeugtyp     | Anzahl | inaktiv | bestellt | Anmerkungen | Sitzplätze (Business/Economy)        | Durchschnittsalter |
| --------------- | ------ | ------- | -------- | ----------- | ------------------------------------ | ------------------ |
| Airbus A319-100 | 11     | 1       |          |             | 120 (12/108) 138 (-/138) 144 (-/144) | 16,1 Jahre         |
| Airbus A320-200 | 03     |         |          |             | 162 (-/162)                          | 18,3 Jahre         |
| ATR 72          | 10     |         |          |             | 70 (-/70)                            | 7,7 Jahre          |
| Gesamt          | 24     | 1       |          |             |                                      | 13,1 Jahre         |

## Zwischenfälle
- Am 7. Dezember 1987 überrollte eine Hawker Siddeley HS 748-243 2A der Bangkok Airways (Luftfahrzeugkennzeichen HS-THH) bei der Landung auf dem Flughafen Udon Thani das Landebahnende. Das Fahrwerk brach zusammen, die Maschine wurde dabei irreparabel beschädigt. Alle Insassen überlebten den Unfall.[7]

- Am 21. November 1990 stürzte eine De Havilland DHC-8-100 der Bangkok Airways (HS-SKI) auf dem Flug von Bangkok nach Ko Samui kurz vor der Landung in eine Kokosnussplantage. Die Piloten flogen, verwirrt durch einen misslungenen Landeversuch, in ein Unwetter, in dem sie die Orientierung verloren. Alle 38 Insassen, davon 33 Passagiere, verloren ihr Leben (siehe auch Bangkok-Airways-Flug 125).[8]

- Am 4. August 2009 kam eine ATR 72-500 der Bangkok Airways (HS-PGL) mit 68 Passagieren und vier Besatzungsmitgliedern an Bord aus Krabi kommend bei der Landung auf dem Ko Samui von der Landebahn ab und prallte gegen einen stillgelegten Kontrollturm. Der Kapitän kam dabei ums Leben, der Copilot und sechs Passagiere erlitten schwere Verletzungen. Zum Unfallzeitpunkt herrschten schwere Regenschauer (siehe auch Bangkok-Airways-Flug 266).[9]